# کوه ننگگائو
کوه ننگگائو (به لاتین: Nenggao Mountain) یک کوه در تایوان است که در تایوان واقع شده‌است. کوه ننگگائو ۳٬۲۶۱ متر بالاتر از سطح دریا واقع شده‌است.